# رادوچا
رادوچا (به لهستانی:  Radocza) یک روستا در لهستان است که در گمینا تومیتسه واقع شده‌است. رادوچا ۱٬۹۹۷ نفر جمعیت دارد.